# Pradhania
Pradhania là một chi khủng long, được Kutty Chatterjee Galton & Upchurch mô tả khoa học năm 2007.